# A másik én
A másik én (eredeti cím: The Brave One) 2007-ben bemutatott amerikai filmdráma, melyet Neil Jordan rendezett. A főbb szerepekben Jodie Foster, Terrence Howard, Naveen Andrews, Nicky Katt, Zoë Kravitz, Mary Steenburgen és Luis Da Silva látható.
dráma az alakításáért Golden Globe-díjra jelölt Jodie Foster főszereplésével.
Az Amerikai Egyesült Államokban 2007. szeptember 14-én debütált a Warner Bros. forgalmazásában. Magyarországon 2007. október 18-án került a mozikba. A film vegyes kritikákat kapott, melyet ugyanakkor méltatták Foster alakítását: a színésznőt a 65. Golden Globe-gálán jelölték legjobb női főszereplő (filmdráma) kategóriában.

## Cselekmény
Erica Bain rádiós műsorvezetőként dolgozik New Yorkban. Szereti, amit csinál, s még jobban szereti vőlegényét. Ám minden jó rosszra fordulhat egy pillanat leforgása alatt. Egy este a pár hazafelé sétál, mikor vandálok támadják meg őket. Mindkettőjüket brutálisan megverik, a férfi belehal sérüléseibe. A nő felgyógyulása után egy ideig képtelen kimenni az utcára, majd fegyvert vásárol, hogy megvédje magát. Egy bolti rablás során önvédelemből lelövi támadóját. Ezután nincs benne félelem, nincs vesztenivalója. Magányos igazságosztó válik belőle, ám módszerei sajátosak. A város lakói közül sokan hősnek tartják, de Mercer detektív, a sokat látott rendőr nem osztja véleményüket. Erica válaszút előtt áll. Mielőtt elfogják, el kell döntenie, mi a fontosabb számára: bosszúvágyának enged-e, vagy a törvényes igazságszolgáltatásnak. Mercer detektív hasonló dilemmával küszködik: elfogja-e a nőt, aki megvédi az ártatlanokat, vagy inkább segítsen neki lezárni életének egy nehéz szakaszát?

## Szereplők
| Szereplő       | Színész          | Magyar hang          |
| -------------- | ---------------- | -------------------- |
| Erica Bain     | Jodie Foster     | Ráckevei Anna        |
| Mercer nyomozó | Terrence Howard  | Kálid Artúr          |
| David Kirmani  | Naveen Andrews   | Szabó Sipos Barnabás |
| Vitale nyomozó | Nicky Katt       | Király Attila        |
| Chloe          | Zoë Kravitz      | Pálmai Anna          |
| Carol          | Mary Steenburgen | Takács Katalin       |
| Lee            | Luis Da Silva    |                      |
| Nicole         | Jane Adams       |                      |
| Ethan          | John Magaro      | Gacsal Ádám          |
| Jackie         | Carmen Ejogo     | Balogh Anna          |
| Pitney nyomozó | James Biberi     | Pálfai Péter         |
| Mortell        | Lenny Venito     | Rancsó Dezső         |
| Sandy Combs    | Larry Fessenden  | Kapácsy Miklós       |

## A film készítése
A forgatókönyvet apa és fia, Roderick és Bruce Taylor kezdte el írni. Az alapkoncepció az volt, hogy a megszokottól eltérően egy nőt helyeznek egy igazságosztós-bosszúállós film központi szerepébe. Ahogy a sztori fejlődött, íróként csatlakozott hozzájuk Cynthia Mort is, hogy a női nézőpont is képviseltesse magát, mivel A másik én egy nő lelki utazása. Mort segített abban, hogy nőként milyen döntéseket, cselekedeteket vinne végbe Erica.
Mikor Jodie Foster kapta meg a főszerepet, a karakteren némi módosítást eszközöltek, a színésznőhöz alkalmazkodva. Az eredeti, újságírói foglalkozását rádiós műsorvezetőre cserélték, ami Foster ötlete volt. Ebből következett a gondolat, hogy a főhősnő narrálja az eseményeket, így a nézők megismerhetik gondolatait és érzéseit. „Az ilyesfajta elem alkalmazásánál mindig hezitálsz,” mondja az egyik filmproducer, Susan Downey, „de ez esetben összhangban áll a karakter munkájával.” Foster javaslata volt az is, hogy Neil Jordan rendezze a filmet, s a producereknek azonnal megtetszett a gondolat.
A másik én volt Jordan első olyan filmje, aminek eredeti forgatókönyvét nem ő maga írta. (az Interjú a vámpírral forgatókönyve már megírt regényre alapozott). Jordan elmondása szerint postán kapta meg a szkriptet, s először csak néhány sort olvasott belőle, amiben akadt néhány neki tetsző mondat. Feleségét kérte meg, hogy olvassa végig, aki izgalmasnak találta a történetet, így Jordan elvállalta a rendezést.
Az Oscar-díjas direktor negyedik alkalommal dolgozott együtt az Akadémia által szintén elismert Philippe Rousselot operatőrrel.
Jodie Foster a szerepére való felkészülésképpen egy Los Angeles-i rádióállomásnál töltött egy kis időt, csak hogy megnézze „mit csinálnak.” Elmondása szerint utánanézett a poszttraumatikus stressz szindrómának is, s rengeteget sétált Manhattan utcáin. Terrence Howard és Nicky Katt, akik rendőrnyomozót alakítanak a filmben, szorosan együttműködtek a produkció technikai konzultánsával, Neal Carterrel, aki 24 évet töltött a New York-i rendőrségnél, egy időben a gyilkosságiaknál is. Carter tanácsokat adott nekik arról, hogyan beszéljenek, gondolkodjanak és viselkedjenek, mint veterán detektívek. Elvitte őket rendőrőrsökre, s még bűntények, köztük gyilkosság helyszínére is.
Neil Jordan elárulta, az előkészületek nagy részét az tette ki, hogy New York városszerte keresték a megfelelő forgatási helyszíneket, amiket azelőtt senki nem használt ilyen célra, s egyben jól illettek konkrétan a történetbe. „Van a városnak egy különösen eleven természete, amit szerettem volna megörökíteni” – mondja. 9/11 óta New York City statisztikailag is a világ legbiztonságosabb metropoliszává vált, de az alkotók igyekeztek elérni, hogy a nézők ne érezzék annak a vásznon. A főszereplő Erica házát egy olyan szomszédságban találták meg, ahol az egy tömbben elhelyezkedő épületektől mindkét oldalon kert határolja, így külön áll a többitől. Kristi Zea produkciós dizájner úgy tervezte meg a lakás belsőjét, hogy annak ellenére, hogy felújításon esett át, még visszhangozza az öreg ingatlan múltját. A tatarozott előszoba tiszta és frissen festett, valahol mégis hátborzongató. Azt az érzést árasztja, hogy régi kinézetére ráhelyezték az újat. A Central Park szegletében látták meg azt a helyszínt, ami megfelel a jelenetnek, amiben Ericát és vőlegényét megtámadják. A „Stranger's Gate”-et (magyarul „Idegenek Kapuja”) a park kijáratánál vésték ki kőből. Zea szerint a hely még világítással is nyugtalanító. „Direkt olyan helyeket kerestünk, amik az első percben biztonságosnak tűnnek, ám más nézőpontból már furcsának és ijesztőnek hatnak.”

## Fogadtatás

### Kritikai visszhang
A kritikusok véleményét összegyűjtő Rotten Tomatoes oldalán 43%-ot ért el a film 170 visszajelzés alapján. Előnyeként az erős színészi játékot nevezik meg, a legtöbb kifogás pedig a film moralitását érte.
Volt kritika, ami egyszerűen „Bosszúvágy 6.”-ként parentálta el a filmet, utalva Charles Bronson több mint harminc évvel korábbi, híres filmjére, a Bosszúvágyra, amiben miután kisemberként támadás érte szeretteit, ugyanebben a városban, ugyanúgy önjelölt igazságosztóként lőtte le a bűnözőket. A film cselekménye és helyszíne szinte teljesen azonos Bronson filmjével, amit aztán négy folytatás is követett.
Feminista csoportok már az első előzetest látva keblükre ölelték a filmet, amiben egy nő félelmet nem ismerve száll szembe a férfiakkal. Az ellentábor szerint azonban az alkotás az önbíráskodást élteti. Jodie Foster ugyanakkor nem a szélsőségekben látja a filmet és főszereplőjét. Úgy nyilatkozott, „A figura, akit játszom, sokkal bonyolultabb ezeknél a leegyszerűsítéseknél.” „Vak, aki nem látja, hogy hány egymást kizáró érzés és indulat van benne.”

### Bevételi adatok
Szeptember közepén 2755 moziban debütált A másik én, s 13,5 millió dollárral szerezte meg az első helyet a toplistán. Ez elmarad Jodie Foster korábbi filmjeitől, így a két évvel korábbi Légcsavar és a 2002-es Pánikszoba is messze jobb eredményt produkált; ebben nagy szerepet játszott, hogy a jelen tárgyalt film komolyabb témát tár a nézők elé sötétebb, drámai hangvételt alkalmazva, ellentétben az említett sikerfilmek izgalmaival és „rejtély”-elemeivel.

### Fontosabb díjak és jelölések
| Díj              | Kategória                          | Jelölt       | Eredmény |
| ---------------- | ---------------------------------- | ------------ | -------- |
| Golden Globe-díj | legjobb női főszereplő (filmdráma) | Jodie Foster | Jelölve  |